# 洛厄爾普安特 (阿拉斯加州)
洛厄爾普安特（英語：Lowell Point）是位於美國阿拉斯加州基奈半島自治市鎮的一個非建制地區和人口普查指定地區。根據2010年美國人口普查，該地人口為80人，而該地的面積約為30.50平方千米。

## 地理
洛厄爾普安特的座標為60°04′18″N 149°26′37″W / 60.07167°N 149.44361°W，而該地的平均海拔高度為11米（即36英尺）。